# Viaduc de la Chiers
 (août 2024).
Si vous disposez d'ouvrages ou d'articles de référence ou si vous connaissez des sites web de qualité traitant du thème abordé ici, merci de compléter l'article en donnant les références utiles à sa vérifiabilité et en les liant à la section « Notes et références ».
Le viaduc de la Chiers, aussi appelé localement « pont de Longwy », est un viaduc français de la RN 52 qui passe au-dessus de Réhon, dans le département de Meurthe-et-Moselle, en France. Il permet à l’axe allant de Nancy au tripoint France / Belgique / Luxembourg d’éviter la traversée du centre-ville de l’agglomération de Longwy.

## Histoire
Mis en service en 1987[réf. nécessaire], le viaduc a été construit par l’entreprise Eiffel.

## Description
Situé sur la section sud-ouest du contournement de Longwy, il supporte la route nationale 52 qui relie la vallée de la Moselle à la frontière belge, il franchit la vallée de la Chiers à 50 mètres de hauteur et sur une longueur de 584 mètres au-dessus de la commune de Rehon[réf. nécessaire].
La RN 52, qui comporte quatre à six voies, passe sur ce pont à seulement deux voies sans bande d'arrêt d'urgence. Le doublement du nombre de voies est donc réclamé depuis de nombreuses années par les élus du nord de la Meurthe-et-Moselle, cependant le trafic ne subit que peu d’embouteillages malgré ce point d’étranglement. 
Cet ouvrage dont le tablier est de construction mixte béton-acier et les piles en béton a valu le prix européen de la construction métallique en 1987 à son architecte Charles Lavigne.

## Articles externes
- Liste de ponts de Meurthe-et-Moselle